# أم كلثوم بن حسين
أم كلثوم بن حسين، من مواليد 18 أغسطس 1946، عالمة أحياء تونسية متخصصة في علم الأحياء البحرية والبيئة وكذلك علم الطفيليات.
بعد أن ناقشت أطروحة الدكتوراه في العلوم في جامعة مونبلييه الثانية، عملت في التدريس في نفس الجامعة، ثم دخلت جامعة تونس - المنار حيث أنشأت مختبرًا في مجال علوم البحار. هناك كانت تقوم بتطوير خطوط بحثية علمية واجتماعية واقتصادية، وكذلك، تدرب عددا من الباحثين وساهمت في إرساء خطط تعاون علمي مع مختبرات ومؤسسات بحثية أخرى في البحر الأبيض المتوسط وأوروبا حول القضايا التي تتناول حماية البحر الأبيض المتوسط ومصادره الحيوية، التي حصلت على إثرها على جائزة رمال عام 2015.

## سيرتها

### الدراسة
ولدت أم كلثوم بن حسين في بلدة وذرف في محافظة قابس جنوب البلاد، لأب كان مقاول أشغال عامة، كان ينوي إرسالها لمواصلة دراستها في فرنسا  وأم كانت ربة منزل. مع حصولها على شهادة البكالوريا، ذهبت للدراسة في جامعة تونس - المنار ثم في جامعة مونبلييه في فرنسا، حيث تحصلت على شهادة الدكتوراه في العلوم. أم كلثوم كانت من أوائل الطالبات الجامعيات القادمات من الجنوب التونسي اللاتي دخلنا صلب الجامعة التونسية

### المسار الجامعي
اشتغلت كباحثة في كلية العلوم بتونس ابتداء من أكتوبر 1969، تم بعد ذلك تم تعيينها كأستاذة مساعدة في نفس المؤسسة في أكتوبر 1971، بعد حصولها على شهادة الدراسات المعمقة في علم الأحياء البحرية وعلوم المحيطات في أبريل من نفس العام. واصلت بحثها في نفس المؤسسة، حيث تمت ترقيتها إلى أستاذ مساعد في يناير 1975، بعد حصولها على الدكتوراه في علم الأحياء البحرية وعلوم المحيطات في يونيو 1974 .
سنة 1979، تم انتدابها كباحثة في المركز الوطني للبحث العلمي في فرنسا، حيث واصلت عملها في مختبر علم الأسماك وعلم الطفيليات العامة بجامعة العلوم وتقنيات لانغدوك في مونبلييه (مونبلييه 2). بعد ذلك، من 1980 إلى 1984، كانت محاضرة مشاركة في جامعة مونبلييه 2 حيث، واصلت بحثها ودافعت عن أطروحة دكتوراه الدولة في العلوم في 1983 .
سنة 1984، عادت بن حسين إلى كلية العلوم بتونس، حيث أنشأت مختبرا متخصصا في البيولوجيا البحرية وعلم البيئة وكذلك في علم الطفيليات، ، وأنشأت وأدارت كأستاذة فريق ثم وحدات من البحث، لتدريب الباحثين التونسيين المستقبليين، بهدف تحديث المعرفة وتجديد وتنويع المهارات.

### المجال البحثي
تركز أبحاثها في المختبر الذي أنشأته على الموضوعات التالية:
- عمليات دوران العوامل الممرضة في النظم الإيكولوجية الساحلية للبحر الأبيض المتوسط؛
- علم السموم البيئية وتحديد أدوات التشخيص للرصد الحيوي للنظم الإيكولوجية؛
- التنوع الجيني لعشائر الأنواع ذات الأهمية الاقتصادية والتراثية؛
- حالة التنوع البيولوجي الساحلي وتركيب السكان ودينامياتهم.

## على النطاق الدولي
أم كلثوم بن حسين عضو مناظر في الأكاديمية الأوروبية للعلوم والفنون والآداب منذ 2011  وعضو في المجلس العلمي لمؤسسة «مشاركة المعرفة» منذ 2014.
وهي أيضًا عضو في شبكات البحث والتدريب الدولية، مثل أبحاث النوع الاجتماعي في إفريقيا في تكنولوجيا المعلومات والاتصالات من أجل التمكين  ، أو منظمة المرأة في العلوم من أجل العالم النامي منذ عام 2010  أو شبكة المدربين الذين يخدمون تطوير تدريب النساء في حوض البحر الأبيض المتوسط في مجال العلوم والتكنولوجيا الحيوية.

## الجوائز والتقديرات

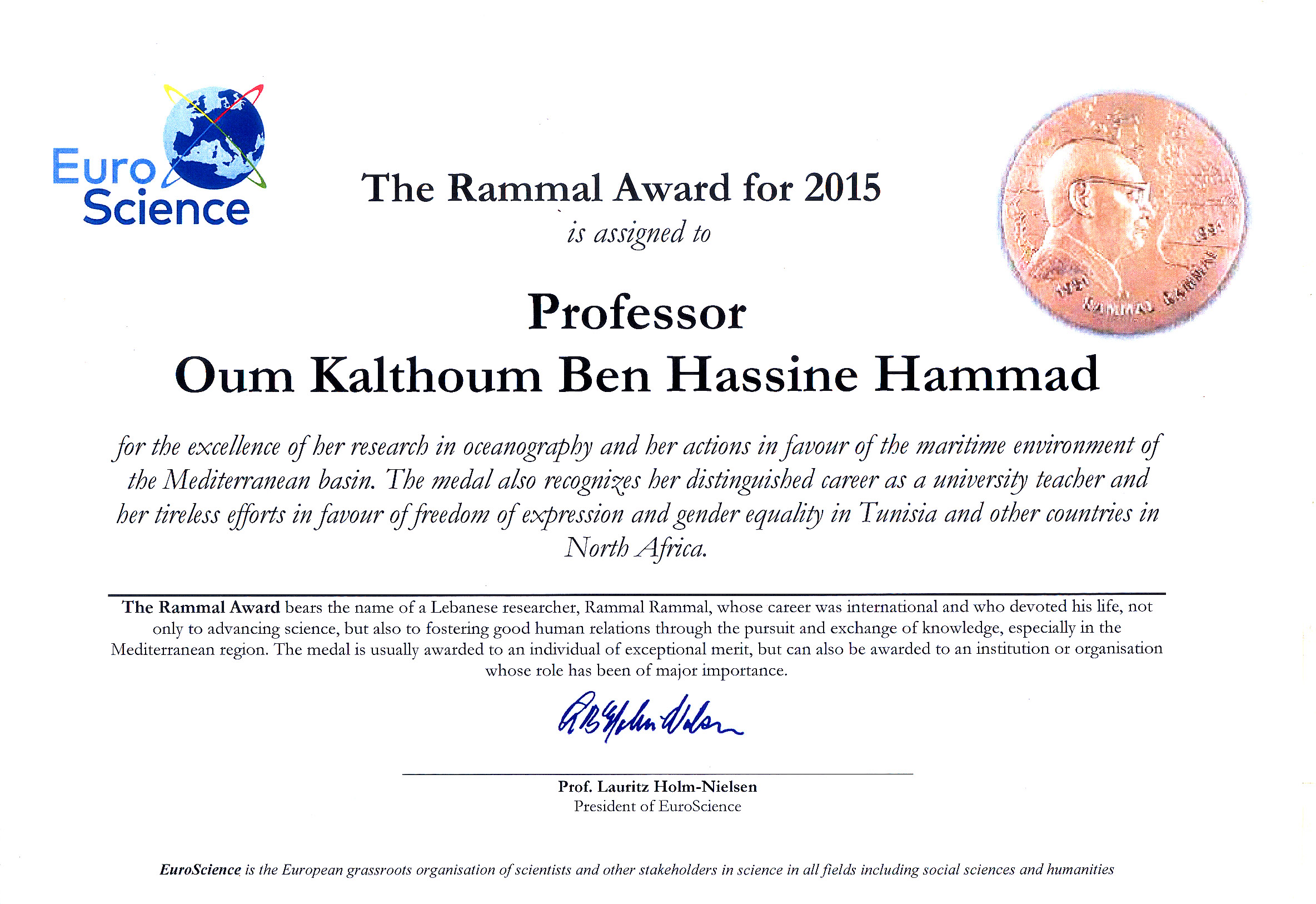
شهادة جائزة رمال.

فازت أم كلثوم بن حسين بجائزة رمال في 26 يوليو 2016 في منتدى EuroScience المفتوح لتميز أبحاثها في علم المحيطات وأعمالها لصالح البيئة البحرية لحوض البحر الأبيض المتوسط. كانت هذه الميدالية كذلك مكافأة نظيرا لمسيرتها المهنية كأستاذة جامعية وجهودها من أجل حرية التعبير والمساواة بين الجنسين في تونس ودول شمال إفريقيا الأخرى، ,.
كما حصلت كذلك على تقدير من الأكاديمية الأوروبية للعلوم والفنون والآداب في ديسمبر 2013 في باريس. كما أنها حاصلة على وسام الاستحقاق في التربية والعلوم في عام 2000 (المستوى الرابع) و 2008 (المستوى الثالث) بالإضافة إلى شهادة تقدير للخدمة التطوعية. جائزة، صادرة في يونيو 2001 من قبل مرفق البيئة العالمية) بمناسبة السنة الدولية لمتطوعي الأمم المتحدة. بالإضافة إلى ذلك، فازت الأعمال التي تشرف عليها باثنتي عشرة جائزة، خمس منها وطنية وسبعة دولية.

## مساهمات أخرى

### أخلاقيات الجامعة وعلم الأخلاق
كانت بن حسين ملتزمة بجودة التعليم العالي والبحث العلمي عبر حملة لضمان هذه الجودة ومكافحة التجاوزات والممارسات غير الأخلاقية. لهذا الغرض، عقدت عددا من المؤتمرات  ونشرت عددا من المقالات، حول علم الأخلاق والأخلاق الأكاديمية، وضمان الجودة والمعايير الأخلاقية. كما التزمت بالجمعية التونسية للدفاع عن القيم الجامعية منذ إنشائها، وتساهم كذلك في تطوير ميثاق الجامعة  الذي أطلقته الجمعية في مايو 2017.

### الثقافة ونشر العلوم
في عام 1977 أسست أم كلثوم بن حسين مهرجان قابس الدولي وجامعته الصيفية. بالإضافة إلى ذلك، فهي تشارك في تعميم العلم ونتائج البحث العلمي في مجال تخصصه، أثناء البث الإذاعي والتلفزيوني، ولكن أيضًا من خلال تقديم المؤتمرات المعدة على نطاق واسع الجمهور وذلك من خلال الفعاليات التي تنظمها الجمعيات المختلفة. كما تحاول من خلال أنشطة جمعية النساء والعلوم ربط العلم بالثقافة  والفن بالسلام.

### حماية البيئة
منذ بداية مسيرتها المهنية كباحثة، ساهمت، في عام 1971 في تأسيس، أول جمعية تونسية في هذا المجال، الجمعية التونسية لحماية الطبيعة والبيئة، علاوة على ذلك، كانت مهتمة كذلك بالحفاظ على البيئة البحرية وحمايتها، وأيضًا عملت في أعمال جمعية النساء والعلوم من خلال توقيع اتفاقية حماية الموارد المائية مع وزارة البيئة  ، وقد ترأست، من 1993 إلى 2006، اللجنة التوجيهية الوطنية لبرنامج التمويل الأصغر التابع لمرفق البيئة العالمية.

## المنشورات
- Les Copépodes, parasites des poissons Mugilidae en Méditerranée occidentale (côtes françaises et tunisiennes) (بالفرنسية). Montpellier: Université des sciences et techniques du Languedoc. 1983. p. 452.
- Quelques aspects de l'évolution biologique (بالفرنسية). Tunis: Ministère de l'Éducation nationale. 1991. p. 130.
- « Diversité des invertébrés aquatiques », dans Monographie de l'étude nationale de la diversité biologique de la Tunisie, vol. III, Tunis, Ministère de l'Environnement et de l'Aménagement du territoire, 1997, p. 77-114.
- « Diversité des vertébrés aquatiques », dans Monographie de l'étude nationale de la diversité biologique de la Tunisie, vol. III, Tunis, Ministère de l'Environnement et de l'Aménagement du territoire, 1997, p. 115-204.
- Rafika Fehri-Bedoui et Oum Kalthoum Ben Hassine, « Poissons des côtes tunisiennes et changements climatiques », dans Robert Barbault et Alain Foucault, Changements climatiques et biodiversité, Paris, Vuibert, 2010 (ISBN 9782311000269), p. 51-61.
- (en) « Personal expansion versus traditional gender stereotypes: Tunisian university women and ICT », dans Women, Gender and ICT in Africa and the Middle East: Changing Selves, Changing Societies, Londres, Zed Books, 2012, p. 81-95.